# Sur (Fluss)
Die Sur ist ein über 43 km langer Fluss in den oberbayerischen Landkreisen Traunstein und Berchtesgadener Land, der bei Surberg entspringt und nach einem insgesamt ostnordöstlichen Lauf mit einigen starken Richtungswechseln oberhalb der Stadt Laufen von links in die Salzach mündet.

## Name
Der Flussname erscheint um das Jahr 790 als „super rivolum Surâ“ erstmals in den schriftlichen Aufzeichnungen. Der Name könnte möglicherweise aus dem Keltischen stammen (*Sūrā) und mit „die sich Drehende“ übersetzt werden.
Die Sur ist Namensgeber für die Orte Surberg, Surtal, Surmühl und Surheim am Lauf und auch für den unteren ihrer beiden großen Zuflüsse, die Kleine Sur.

## Geographie

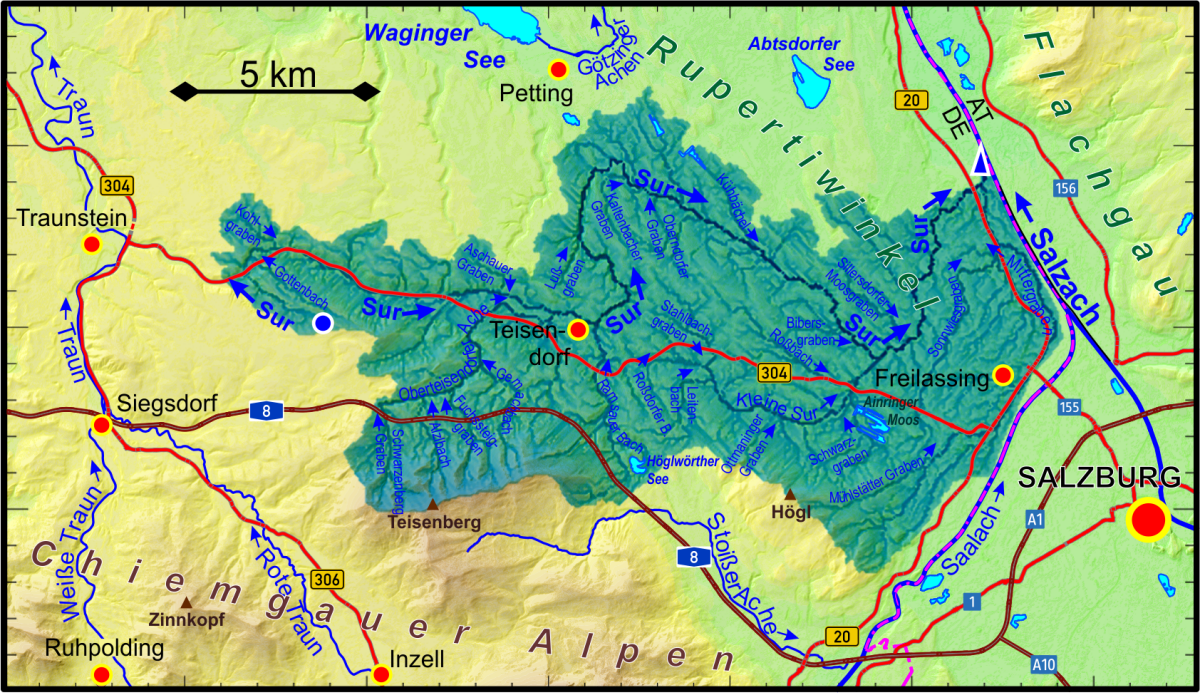
Einzugsgebiet der Sur

### Verlauf
Die Sur entspringt im Quellhanggebiet des Kühmooses bei der Einöde Moos der Gemeinde  Surberg im Landkreis Traunstein auf etwa 680 m ü. NN. Auf den ersten zweieinhalb Kilometern ihres Laufs zieht sie unter schneller Eintiefung und an Surberg selbst vorbei nordwestlich, bis sie am Gewerbegebiet Au des Dorfes in eine recht breite, mit dem nahen Grundbach gemeinsame weite Auenmulde eintritt. Der Nachbarbach fließt von der anderen Seite der Gewerbezone westlich zur Traun, während die Sur in einem Bogen nach rechts und von der B 304 begleitet in der Mulde auf Ostkurs geht.
So wechselt sie aus der Gemarkung von Surberg in die von Markt Teisendorf im Landkreis Berchtesgadener Land. Am aufwärtigen Ortsrand von Teisendorf selbst läuft ihr in kilometerbreiter Aue der erste große rechte Zufluss Oberteisendorfer Ache zu, die hier etwas kürzer ist, aber mehr Einzugsgebiet hat und deren höchste Quellen sehr viel höher auf über 1200 m ü. NN am Teisenberg entspringen. Nachdem sie in Teisendorf von der Bahnstrecke Rosenheim–Salzburg gequert wird, schwenkt die Sur für etwa 6 Kilometer in sehr verengtem Tal auf Nordlauf und durchläuft dabei zuletzt an der Gemeindegrenze zu Gemeinde Petting wieder im Landkreis Traunstein auf etwa 464 m ü. NN den fast 7 ha großen Surspeicher.
Dann tritt sie an der Schleifmühl von Petting in eine weitere breite Eiszeitrinne ein, in der sie am Schönramer Filz vorbei südöstlich fließt und ab dem namengebenden Pettinger Ortsteil Schönram abschnittsweise auf Gemeindegrenzen und auch der Kreisgrenze läuft. Beim Kirchdorf Sillersdorf der Gemeinde Saaldorf-Surheim wechselt sie endgültig in den Landkreis Berchtesgadener Land über, kurz danach mündet ihr am südlichsten Punkt ihres Laufes und auf unter 424 m ü. NN aus dem Gemeindegebiet von Ainring die Kleine Sur zu, ihr zweiter großer und ebenfalls rechter Zufluss. Dieser entsteht in der nach deren Nordkehre bei Teisendorf sich südöstlich fortsetzenden Auenmulde der oberen Sur.
Von dieser Zumündung an wendet sie sich wieder nach Norden, ohne das nur noch weniger als einen Kilometer östlich entfernte Freilassing berührt zu haben, dessen Gemarkung einmal sogar bis aufs linke Ufer herüberreicht. Etwas danach läuft sie beidseits im Gemeindegebiet von Saaldorf-Surheim und quert dabei die Bahnstrecke Freilassing–Mühldorf sowie unterhalb von Surheim die in Abstand linksseits der Salzach laufende B 20. Danach tritt die Sur in den Wald in der linken Salzach-Aue ein, wo ihr von rechts noch der sich neben dem kanalisierten Vorfluter entlangschlängelnde Mittergraben zumündet, ehe sie gleich danach noch auf die Gemarkung der Stadt Laufen wechselt, wo sie von links und zuletzt Süden in die Salzach mündet.

### Zuflüsse
vom Ursprung zur Mündung. Höhenangaben in der Regel nach dem Höhenlinienbild auf dem BayernAtlas, Einzugsgebiete teilweise und Längen häufig dort abgemessen, andere Quellen für Angaben sind vermerkt.
Ursprung der Sur auf etwa 680 m ü. NN bei der Einöde Moos der Gemeinde Surberg im Landkreis Traunstein. An den obersten, nordwestlich laufenden Abschnitt des Flusslaufes grenzt links das Quellhanggebiet des Kühmooses; jenseits von diesem läuft der Auerbach über den Grundbach zur Traun.
- (Zulauf), von rechts und Südosten auf etwa 585 m ü. NN in der Aue zwischen Surberg und Surberg-Surtal, ca. 2,2 km.[5] Entsteht auf etwa 680 m ü. NN nordöstlich von Surberg-Moos.
- Kohlgraben, von links und Nordwesten auf etwa 565 m ü. NN unterhalb von Surtal an der Buchmühl, ca. 1,0 km.[5] Entsteht auf unter 615 m ü. NN an der Bahnstrecke Rosenheim–Salzburg gegenüber von Surberg-Lacken.
- (Klingenzulauf), von links und Norden auf etwa 555 m ü. NN bei Surberg-Thalmann, ca. 0,6 km.[5] Entsteht auf etwa 600 m ü. NN an der Bahnstrecke am Ostrand von Surberg-Lauter.
- (Hangzulauf), von rechts und Südwesten auf über 530 m ü. NN bei Surberg-Feiler, ca. 0,5 km.[5] Entsteht auf über 600 m ü. NN bei Surberg-Leiten.
- (Klingenzulauf), von links und Norden auf unter 525 m ü. NN bei Teisendorf-Gastag, ca. 0,4 km.[5] Entsteht auf etwa 565 m ü. NN in einer bewaldeten Klinge.
- (Zulauf), von rechts und Südwesten auf unter 518 m ü. NN bei Surberg-Diesenbach, ca. 0,8 km.[5] Entsteht auf unter 630 m ü. NN am Waldhang Kuhleite über Diesenbach.
- Reutergraben, von rechts und Süden auf unter 518 m ü. NN gegenüber von Teisendorf-Wieshäusl entlang der Gemeinde- und Kreisgrenze, ca. 0,9 km.[5] Entsteht auf über 700 m ü. NN bei Surberg-Ried.
- Thalhausergraben, von rechts und Süden auf unter 515 m ü. NN bei Teisendorf-Thalhausen, ca. 0,7 km.[5] Entsteht auf etwa 600 m ü. NN über Thalhausen.
- (Hangzulauf), von rechts und Süden auf über 510 m ü. NN gleich nach dem vorigen, ca. 0,9 km.[5] Entsteht auf etwa 665 m ü. NN am Waldhang unter Teisendorf-Hochhorn.
- (Zulauf), von links und Norden auf etwa 510 m ü. NN vor Teisendorf-Wagneröd, ca. 0,6 km.[5] Entsteht auf unter 585 m ü. NN in einer Waldklinge östlich von Teisendorf-Schnaitt.
- Rundauer Graben, von links und Norden auf unter 510 m ü. NN bei Wagneröd, ca. 0,9 km.[5] Entsteht auf etwa 595 m ü. NNbei Teisendorf-Schlinzger.
- Grübeler Graben, von links und Nordosten auf unter 510 m ü. NN bei Teisendorf-Grübel, ca. 0,7 km.[5] Entsteht auf etwa 570 m ü. NN bei Teisendorf-Vorderkapell.
- Leitenbach, von rechts und Südwesten auf unter 510 m ü. NN gegenüber von Teisendorf-Leiten, ca. 3,3 km[5] und ca. 3,5 km².[6] Entsteht auf etwa 705 m ü. NN nördlich von Teisendorf-Neukirchen am Teisenberg.
- Aschauer Graben, von links und Norden auf etwa 505 m bei Teisendorf-Spöck, ca. 1,9 km[5] und ca. 0,7 km².[6] Entsteht auf unter 570 m ü. NN nordwestlich von Teisendorf-Vorderkapell.
- Thumberger Graben, von rechts und Südwesten auf etwa 505 m ü. NN nordwestlich von Teisendorf-Oberteisendorf, ca. 1,4 km.[5] Entsteht auf etwa 570 m ü. NN am Rand von Teisendorf-Thumberg.
- Feldbach, von links und Nordwesten auf über 500 m ü. NN bei Teisendorf-Kirchsteg in einen linken Ast, ca. 2,0 km[5] und ca. 1,1 km².[6] Entsteht auf unter 550 m ü. NN an der Kläranlage von Teisendorf-Rückstetten. Der bei Teisendorf-Knapper links abgehende Seitenzweig ist selbst mindestens 1,1 km[5] lang und mündet bei Teisendorf-Surmühl zurück.
- Oberteisendorfer Ache, von rechts auf über 490 m ü. NN an der Brücke der Kreisstraße BGL 12 am Westrand von Teisendorf, 10,2 km[2] mit Quellbach Schwarzenberggraben  und 23,0 km².[2] Der Schwarzenberggraben entsteht auf etwa 1080 m ü. NN am Nordhang des Großen Kachelsteins (1234 m ü. NN), andere Quellbäche und Zuläufe auf bis über 1200 m ü. NN.
- Ramsauer Bach, von rechts auf 484 m ü. NN gegen Ortsende von Markt Teisendorf, mit längstem Oberlauf ca. 7,4 km, der westlich über dem Siedlungsplatz Kerschall von Anger auf etwa 753 m ü. NN entspringt und über den Höglwörther See zum Ramsauer Bach fließt.
- Lußgraben, von links auf 469 m ü. NN gegenüber Oberstarz und vor dem Surspeicher, ca. 1,6 km.
- Kleine Sur, von rechts und Südwesten auf unter 424 m ü. NN bei Ainring-Gessenhart, 10,3 km[2] mit der rechten Oberlauffolge Leitenbach – Kumpfmühlgraben und 26,5 km².[2] Der Leitenbach entsteht auf etwa 570 m ü. NN bei Teisendorf-Weiherhäusl.
- Mittergraben, von rechts und Südsüdosten auf unter 400 m ü. NN in der Au östlich von Saaldorf-Surheim-Au, ca. 6,8 km.[5] Geht auf wenig unter 410 m ü. NN  östlich von Freilassing-Salzburghofen von dem gleich darauf in die Saalach mündenden Freilassinger Mühlbach ab.

Mündung der Sur auf unter 400 m ü. NN beim Dorf Triebenbach der Stadt Laufen im Landkreis Berchtesgadener Land. Das Gewässer ist hier 43,7 km lang und hat ein Einzugsgebiet von 149,8 km² hinter sich.

## Wirtschaftliche Nutzung

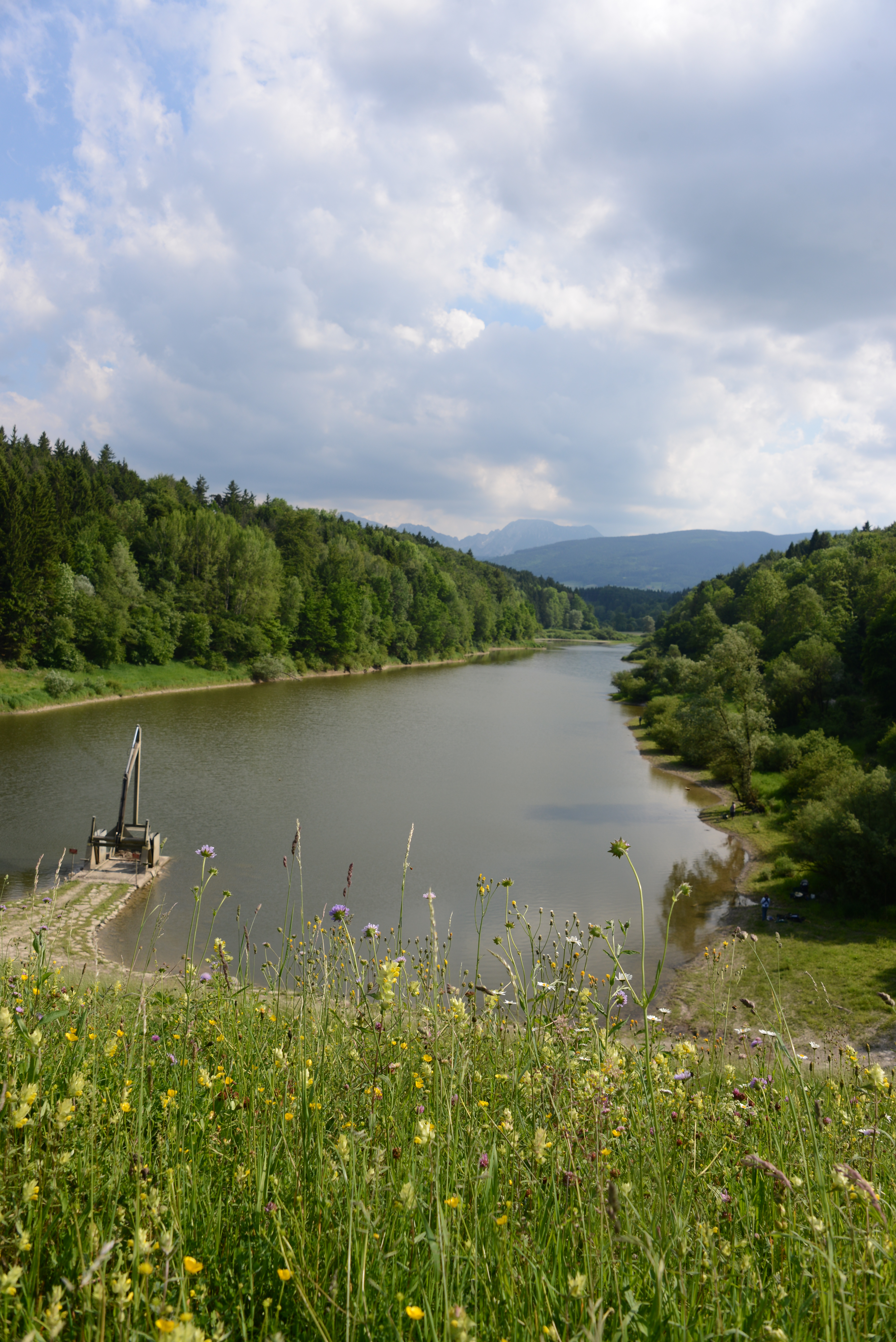
Surspeicher

- An der Gemeindegrenze von Teisendorf und Schönram (Gemeinde Petting) liegt der Surspeicher, auch Surtalsperre genannt, der vom Freistaat Bayern betrieben wird. Dieses Hochwasserrückhaltebecken dient dem Hochwasserschutz an Mittel- und Unterlauf der Sur.
- Von ehemals 16 Wassermühlen und Wehren bestehen noch acht, wie z. B. die Surmühle unweit des Ortsausgangs Oberteisendorf. Mit ihren 55 kW Leistung gehört sie zu den letzten noch aktiven Mühlen im Landkreis Berchtesgadener Land. Die Absturzhöhe der Wehre hat sich teils erheblich erhöht.

## Pegel
Im Lauf der Sur befinden sich drei Pegel:
- Teisendorf (Messstellennummer: 18662000)
- Ammerberg (Messstellennummer: 18663003)
- Brodhausen (Messstellennummer: 18666001)

## Kleine Sur
Die Kleine Sur entspringt in der Nähe der Gemeindegrenzen Ainring, Anger und Teisendorf. Sie fließt in einem Tal nördlich des Högls an Thundorf (Ortsteil der Gemeinde Ainring) vorbei und mündet westlich von Freilassing bei Gessenhart in die Sur.